# Інарі-саамська мова
Інарі-саамі (anarâškielâ, «інарська мова» або aanaarsämikielâ, «інарі (аанаарська) саамська мова») — саамська мова, якою розмовляють інарі-саамі Фінляндії. Вона налічує кілька сотень носіїв, більшість з яких середнього або старшого віку та проживають у муніципалітеті Інарі. За даними саамського парламенту Фінляндії, 269 осіб використовували інарі-саамі як свою рідну мову. Це єдина саамська мова, якою розмовляють виключно у Фінляндії. Мова класифікується як така, що знаходиться під серйозною загрозою, оскільки її вивчає мало дітей; проте все більше дітей вивчає її в мовних гніздах. У 2018 році носіїв інарі-саамі було близько 400 завдяки зусиллям щодо відродження.

## Лінгвогеографія

### Ареал та чисельність
Поряд з фінською, колтта-саамською та північносаамською мовами, інарі-саамська є офіційною мовою громади Інарі. Зокрема, на ній говорять у деяких населених пунктах, розташованих на березі озера Інарі (у дужках вказано інарі-саамську назву): Неллім (Njellim), Івало (Avveel), Менесярві (Menišjävri), Репойокі (Riemâšjuuhos), Тірро (Mosshâš), Інарі (Aanaar markkân), Кааманен (Kaamâs), Аксуярві (Ákšujävri), Сюсярві (Čovčjävri), Іярві (Ijjävri), Севеттіярві (Čevetjävri) та Партакко (Päärtih).

### Правовий статус
Інарі-саамська мова підпадає під дію параграфа 17 чинної Конституції Фінляндії, згідно з яким саамське населення має право на збереження та розвиток своєї мови та своєї культури. У цьому ж параграфі Конституції закріплено право саамів користуватися своєю рідною мовою в органах влади.

## Історія
Першою книгою саамською мовою інарі була книга Anar sämi kiela aapis kirje ja doctor Martti Lutherus Ucca katkismus, написана та перекладена Едвардом Вільгельмом Боргом у 1859 році. Письмова історія сучасної саамської мови інарі, однак, починається з перекладу Лаурі Арвіда Ітконена історії Біблії в 1906 році, хоча він уже переклав деякі інші книги інарською мовою (Мартін Лютер і Джон Чарльз Райлс). Після цього інарі-саамі в основному публікувалася в книгах, написаних лінгвістами, зокрема Франсом Ейма та Ерккі Ітконеном. Протягом багатьох років дуже мало літератури було написано інарі-саамською мовою, хоча Саамський парламент Фінляндії фінансував і видавав багато книг тощо за останні роки.
З 1992 року саами Фінляндії мають право спілкуватися з офіційними особами своєю мовою в районах, де вони традиційно проживали: Енонтекійо, Утсйокі, Інарі та північній частині Соданкюля, оскільки офіційна політика підтримує збереження мови. Усі оголошення в Інарі, який є єдиним офіційно чотирьохмовним муніципалітетом у Фінляндії, мають бути зроблені фінською, північносаамською, інарі-саамською та коллта-саамською мовами. Однак лише близько 10 % державних службовців у цьому регіоні можуть обслуговувати саамське населення інарі, тому решта 90 % використовують фінську мову.
У 1986 році було засновано Anarâškielâ servi (Асоціація інарі-саамської мови) для популяризації мови та її використання. Асоціація видає численні книги, підручники, календарі тощо мовою інарі-саамі. У 1997 році вони запровадили програму мовного занурення для дітей віком від 3 до 6 років у денному догляді в Інарі та Івало. У 2007 році асоціація почала публікувати газету у інарі-саамі під назвою Kierâš онлайн.
Новим явищем є використання інарі-саамської мови в реп-піснях Міккаля Мороттаї, сценічний псевдонім — Амок. 6 лютого 2007 року, у Національний день саамів, Мороттая видав перший у світі повноформатний реп-компакт-диск інарі-саамською мовою.
7 травня 2013 року на сайті «YLE Sápmi», філії національної телерадіомовної компанії Фінляндії «Yle», було опубліковано перше новинне повідомлення інарі-саамською мовою.
Існує розділ Вікіпедії інарі-саамською мовою («Інарі-саамська Вікіпедія»), перша правка в ньому була зроблена в 2020 році. Станом на 2023 рік, проєкт налічує близько 5 тисяч статей.

## Писемність
В інарі-саамській мові використовується розширена версія латинського алфавіту. Алфавіт, що використовується в даний час, в 1996 отримав статус офіційного.
A/a, B/b, B/b, C/c, D/d, D/d, E/e, F/f, G/g, H/h, I/i, J/j, K/k, L/l, M/m, N/n, О/о, Р/р, С/с, С/с, Т/т, У/у, В/ v, Y/y, Z/z, Z/ž, Ä/ä, (Á/á).
Вимова літер така ж, як у карельській мові. Đ відповідає дзвінкому зубному фрикативу (як в англійському «the»). Q/q, W/w, X/x, Å/å та Ö/ö використовуються в словах іноземного походження. Á традиційно вимовляється як середнє між /a/ і /ä/, У сучасній інарі-саамі різниця між á і ä втрачена, проте в текстах вони вважаються різними літерами.